# Morte civil
No direito, morte civil (latim: civiliter mortuus) é a perda de todos ou quase todos os direitos civis de uma pessoa, em razão de uma pena. A morte civil é considerada como uma morte fictícia, sendo a pessoa, para todos os efeitos jurídicos, considerada falecida. Dessa forma, com a morte civil, seus bens são transmitidos aos seus herdeiros, ou confiscados. A pena de morte civil era comumente aplicada antigamente sobre aqueles banidos, ou degredados, ou ainda sobre os condenados a penas perpétuas ou religiosas.